# Župnija Stara Oselica
Župnija Stara Oselica je rimskokatoliška teritorialna župnija Dekanije Škofja Loka Nadškofije Ljubljana.

### Farne spominske plošče
V župniji Stara Oselica so postavljene Farne spominske plošče, na katerih so imena vaščanov iz okoliških vasi (Fužine, Kladje, Stara Oselica, Trebija, Žabnica), ki so padli kot žrtve revolucionarnega nasilja v letih 1942-1945. Skupno je na ploščah 24 imen.